# Gerhard Moltmann
Gerhard Moltmann (* 15. September 1912 in Hamburg; † 1. Juni 1997) war ein deutscher Jurist und Diplomat.

## Familie
Moltmann wurde am 15. September 1912 als Sohn von Dr. jur. Bodo-Hans Moltmann, welcher Direktor der Hamburgisch-Südamerikanischen Dampfschiffahrtsgesellschaft in Hamburg gewesen ist, in Hamburg geboren. Im August 1941 heiratete er Christina geb. Feine, Tochter des Diplomaten Gerhart Feine. Mit ihr hatte er einen Sohn und eine Tochter. In zweiter Ehe heiratete er im Mai 1951 Olga Elisabeth geb. Buckup. Aus dieser Ehe gingen zwei Söhne hervor.

## Leben
Nach dem Abitur an der Gelehrtenschule des Johanneums in Hamburg studierte Gerhard Moltmann ab dem Sommersemester 1931 Rechtswissenschaften an den Universitäten in Lausanne, Montpellier, Berlin und Hamburg. Seit dem Sommersemester 1931 war er Mitglied der Studentenverbindung Société d’Étudiants Germania Lausanne. 1934 legte er die erste juristische Staatsprüfung ab. Nachdem er seine Dissertation unter dem Titel Technik und Sicherung des Vollzugs völkerrechtlicher Verträge in Deutschland und England verfasst hatte, wurde er 1936 an der Universität Hamburg zum Dr. jur. promoviert und war bis 1937 als juristischer Hilfsarbeiter beim Verband Deutscher Reeder in Hamburg tätig.
Anschließend wurde er als Attaché in den Vorbereitungsdienst für den höheren auswärtigen Dienst einberufen und war dort zunächst in der Handelspolitischen und seit dem Frühjahr 1938 in der Wirtschaftspolitischen Abteilung des Auswärtigen Amtes tätig. Im April 1938 wurde er zur Gesandtschaft nach Belgrad, damals Königreich Jugoslawien versetzt. Am 12. November 1937 hatte er die Aufnahme in die NSDAP beantragt und wurde zum 1. August 1939 aufgenommen (Mitgliedsnummer 7.055.175). Ab Mai 1941 wurde er in Belgrad der Dienststelle des Bevollmächtigten des Auswärtigen Amtes beim Militärbefehlshaber in Serbien unterstellt, jedoch schon im Juni 1941 in das Auswärtige Amt nach Berlin versetzt, wo er in der Protokoll-Abteilung eingesetzt wurde. Im November 1941 wurde er als Legationssekretär auf Probe in den auswärtigen Dienst übernommen.
Im Februar 1942 wurde Moltmann zum Wehrdienst einberufen, wurde aber einen Monat später im März wegen einer schweren Verwundung entlassen. Ab September 1942 war er während seines Lazarettaufenthalts wieder halbtägig in der Protokoll-Abteilung des Auswärtigen Amtes in Berlin beschäftigt. Anschließend war er ab November 1942 bis Kriegsende als Legationssekretär bei der Gesandtschaft in Bern, Schweiz und – nahm bis dahin also keine führende Position im auswärtigen Dienst ein. Das Ende seiner Probezeit im auswärtigen Dienst bzw. eine Ernennung zum Legationsrat erfolgte vor Kriegsende nicht.
Im Mai 1946 kehrte er nach Deutschland zurück und war dann bis März 1947 in britischer Internierung im Internierungslager Fallingbostel. Bereits im Mai 1947 wurde er von der britischen Militärregierung im Zentral-Justizamt der britischen Zone (Central Legal Office of the British zone of Germany) in Hamburg eingesetzt, welches einem deutschen Justizministerium in der britischen Zone entsprach. Dort wurde er am 2. Mai 1947 als Regierungsrat verbeamtet und war dort zweieinhalb Jahre lang tätig, bis er im Dezember 1949 unter Gustav Heinemann in das neu gegründete Bundesministerium des Innern berufen wurde, wo er im Referat Presserecht eingesetzt wurde.
Nach der Wiedereinrichtung des Auswärtigen Amtes am 15. März 1951 in der neuen Bundeshauptstadt Bonn wurde er im April 1951 wieder in den Auswärtigen Dienst einberufen und zunächst als Konsul an der Botschaft in Rio de Janeiro in Brasilien herangezogen. Dort wurde er im September 1952 zum Gesandtschaftsrat Erster Klasse befördert.
Ab 1955 folgten zwei Jahre Dienst im Auswärtigen Amt in Bonn in der Abteilung 3 (Länder), wo er die Leitung des Referats für Mittel- und Südamerika übernahm. Währenddessen wurde er im Juni 1956 zum Vortragenden Legationsrat befördert.
Von 1957 bis 1960 war er der deutschen Botschaft in London, Vereinigtes Königreich als Botschaftsrat Erster Klasse zugeteilt. Seit August 1960 gehörte er als Botschaftsrat Erster Klasse abermals der Botschaft in Rio de Janeiro an.
Im Mai 1963 wurde ihm das Agrément als Botschafter der Bundesrepublik Deutschland in Kabul, Afghanistan erteilt. Er war dort tätig, bis er Ende Juli 1969 als außerordentlicher und bevollmächtigter Botschafter nach Tunis, Tunesien ging. Ab 1972 war er Botschafter der Bundesrepublik in Algier, Algerien. Im Februar 1977 trat Moltmann in den Ruhestand und erstellte an seinem Wohnort in Bad Honnef bis Juli 1977 freischaffend Gutachten und Memoranden für das Auswärtige Amt. In den folgenden Jahren verfasste er mehrere Beiträge zur Verfassungsentwicklung Afghanistans.

## Ehrungen
- 1968: Verdienstkreuz 1. Klasse der Bundesrepublik Deutschland

## Publikationen
- Die Verfassungsentwicklung Afghanistans 1901-1981: von der absoluten Monarchie zur sozialistischen Republik. Deutsches Orient-Institut im Verbund der Stiftung Deutsches Übersee-Institut, Hamburg 1982
- Die Verfassungsentwicklung Afghanistans von 1901 bis 1986 in Jahrbuch des öffentlichen Rechts der Gegenwart. Neue Folge, Band 35, 1986, S. 509–574
- Weitere Verfassungsentwicklung Afghanistans bis 1988 in Jahrbuch des öffentlichen Rechts der Gegenwart. Neue Folge, Band 37, 1988, S. 741–760
- Carl Rathjens (Hrsg.): Neue Forschungen in Afghanistan: Vorträge auf der 5. Arbeitstagung der Arbeitsgemeinschaft Afghanistan in Mannheim, 1.–3. Februar 1979.; mit Beitragen von Gerhard Moltmann. Leske + Budrich, 1981 (Schriften des Deutschen Orient-Instituts)
- Köller/Moltmann/Meister/Schmidt: Rechtsprechung deutscher Gerichte. Band I: Entscheidungen aus den Jahren 1945-1948. Sonderveröffentlichungen des Zentral-Justizblattes für die Britische Zone, 1949
- Technik und Sicherung des Vollzugs völkerrechtlicher Verträge in Deutschland und England. Dissertation an der Universität Hamburg, Niemann & Moschinski, Hamburg 1936